# CSIRAC

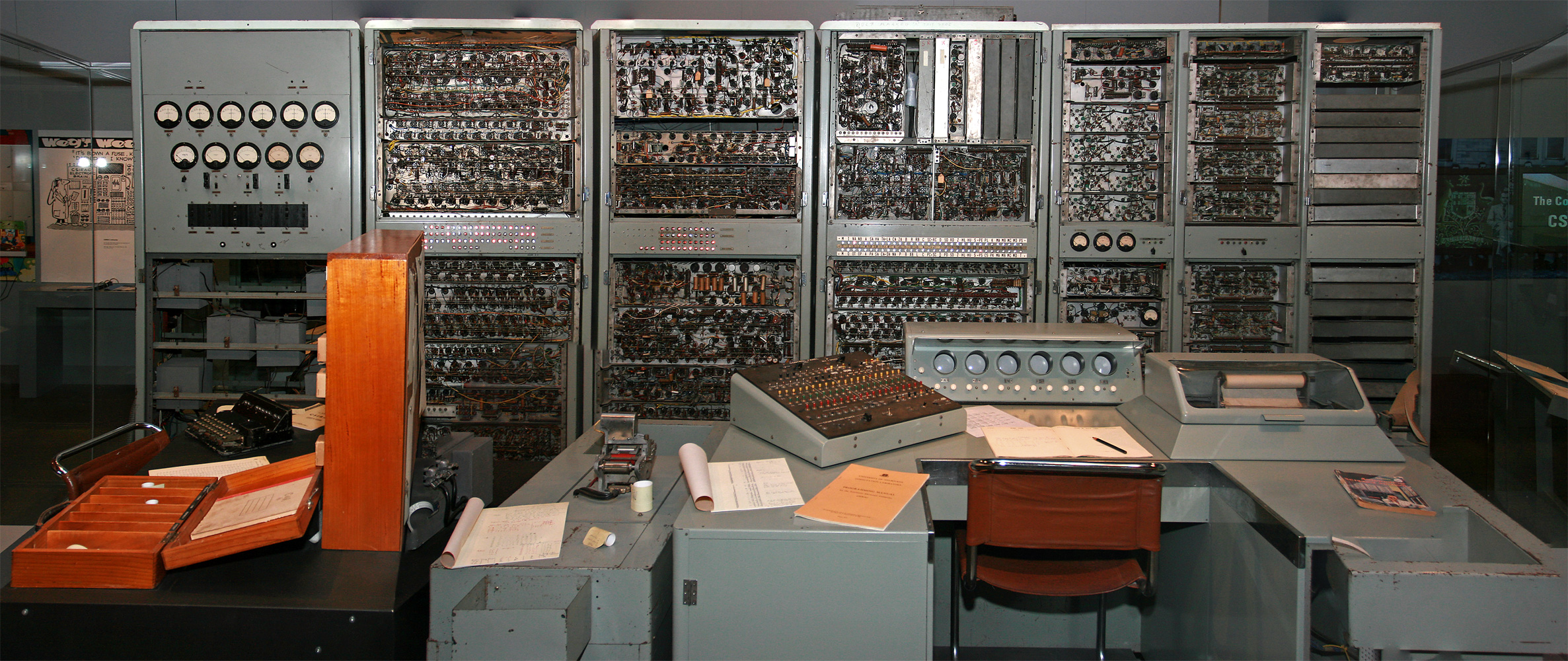
CSIRAC, le premier ordinateur numérique, tel qu'exposé au musée de Melbourne

CSIRAC (abréviation de Commonwealth Scientific and Industrial Research Organisation  Automatic Computer : « Organisme de recherche industrielle et scientifique pour les ordinateurs automatiques du Commonwealth »), nommé au départ « CSIR Mk 1 », est le premier ordinateur numérique construit par l'Australie et le quatrième ordinateur à programme enregistré au monde. Il a exécuté son premier programme en novembre 1949. En 2012, c'est le plus ancien des ordinateurs de première génération encore capable de réaliser des calculs. C'est le premier ordinateur au monde à avoir joué de la musique numérique,.